# Nokia (ville)
Pour l’article homonyme, voir Nokia.
Nokia est une ville du sud-ouest de la Finlande. Elle se situe dans la région du Pirkanmaa, à proximité immédiate de Tampere.
Outre le fait qu'elle est la ville de naissance de Nokia, elle est très connue en Finlande pour abriter l'hôtel balnéaire de Nokia (fi).

## Géographie

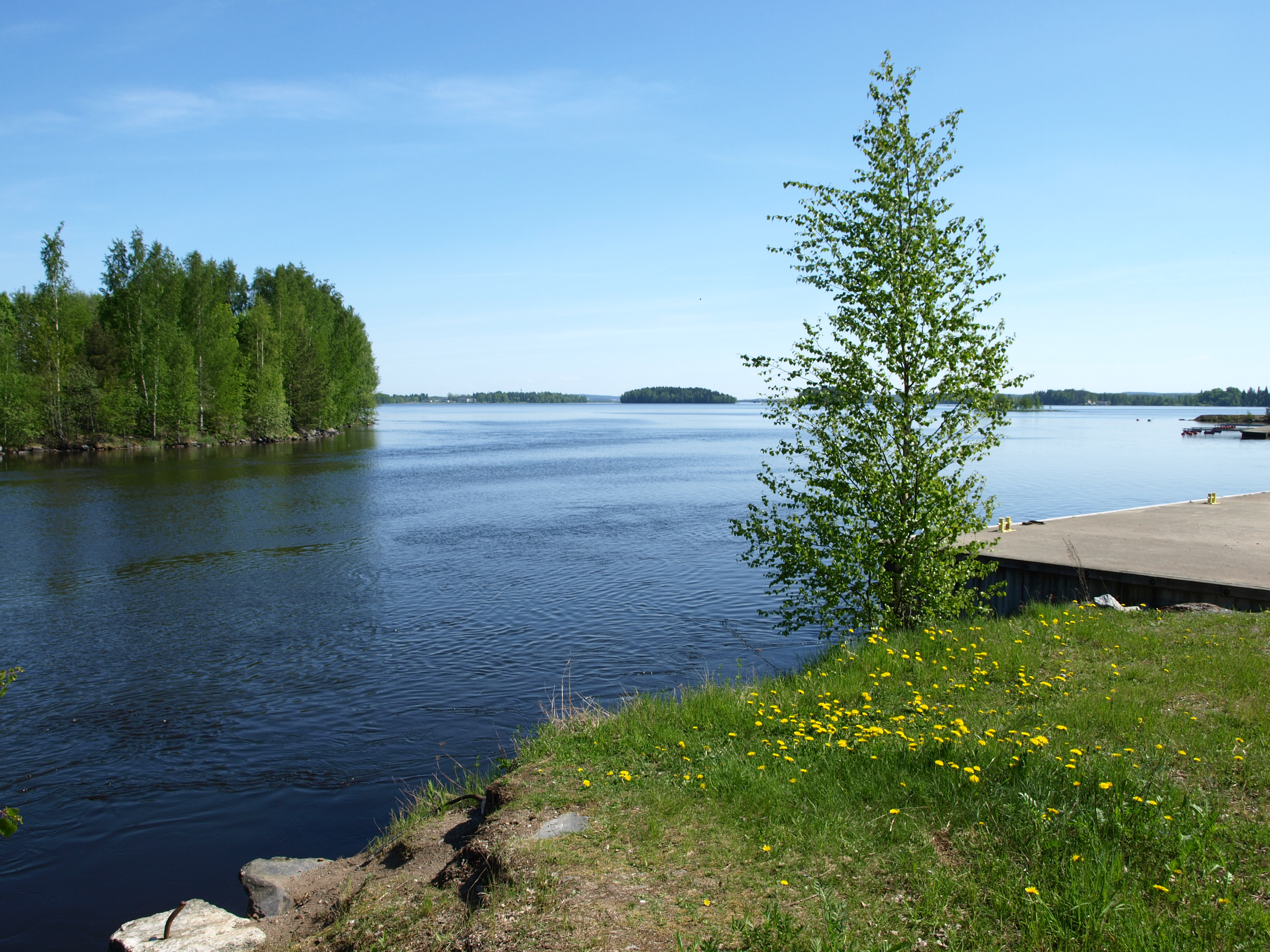
Le lac Pyhäjärvi.

La ville fait partie de l'agglomération de Tampere. Elle est construite là où le lac Pyhäjärvi se déverse dans le lac Kulovesi.
Le dénivelé est de 20 mètres sur tout juste 5 km. La rivière est donc marquée par d'importants rapides, et l'énergie fournie par les centrales hydroélectriques a permis l'essor de l'industrie.
La direction de ce cours d'eau marque le point de départ de l'écoulement vers la mer qui donne naissance à la Kokemäenjoki quelques dizaines de kilomètres plus à l'ouest (elle débute officiellement à Vammala).
Nokia est traversé par la rivière Lanajoki qui provient de Vesilahti.
La commune compte de nombreux petits lac dont le Vihnusjärvi, le Kalliojärvi, l'Ylinenjärvi et, au nord de la Nokianvirta, l'Alinenjärvi ainsi qu'à son sud le Teernijärvi.
Outre Tampere à l'est (17 km de centre à centre), la commune est bordée par Ylöjärvi au nord-est, Hämeenkyrö au nord, Mouhijärvi à l'ouest, Vammala au sud-ouest, Vesilahti au sud, et de l'autre côté du Pyhäjärvi Pirkkala au sud-est.

## Transports

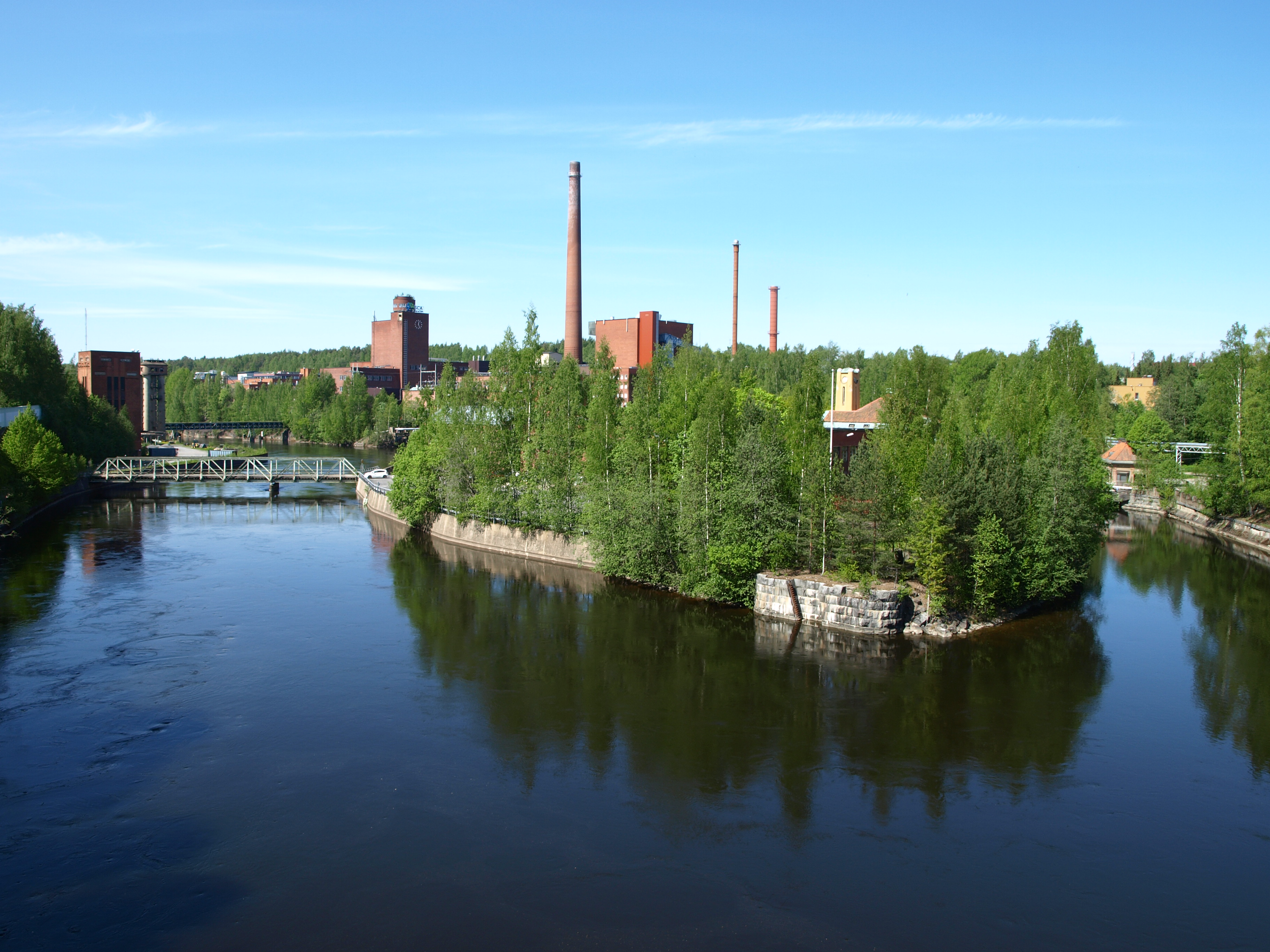
Nokianvirta.

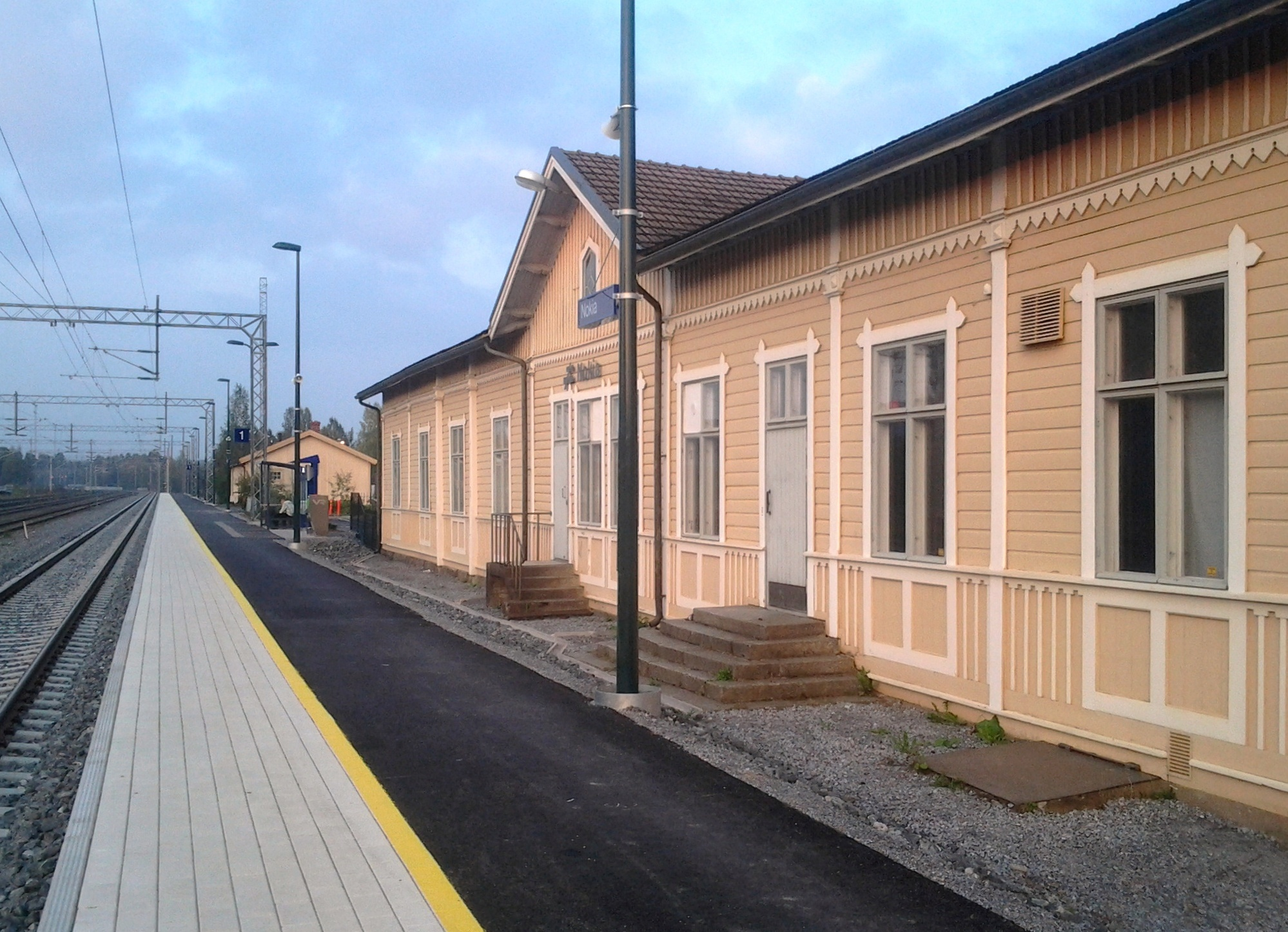
Gare de Nokia.

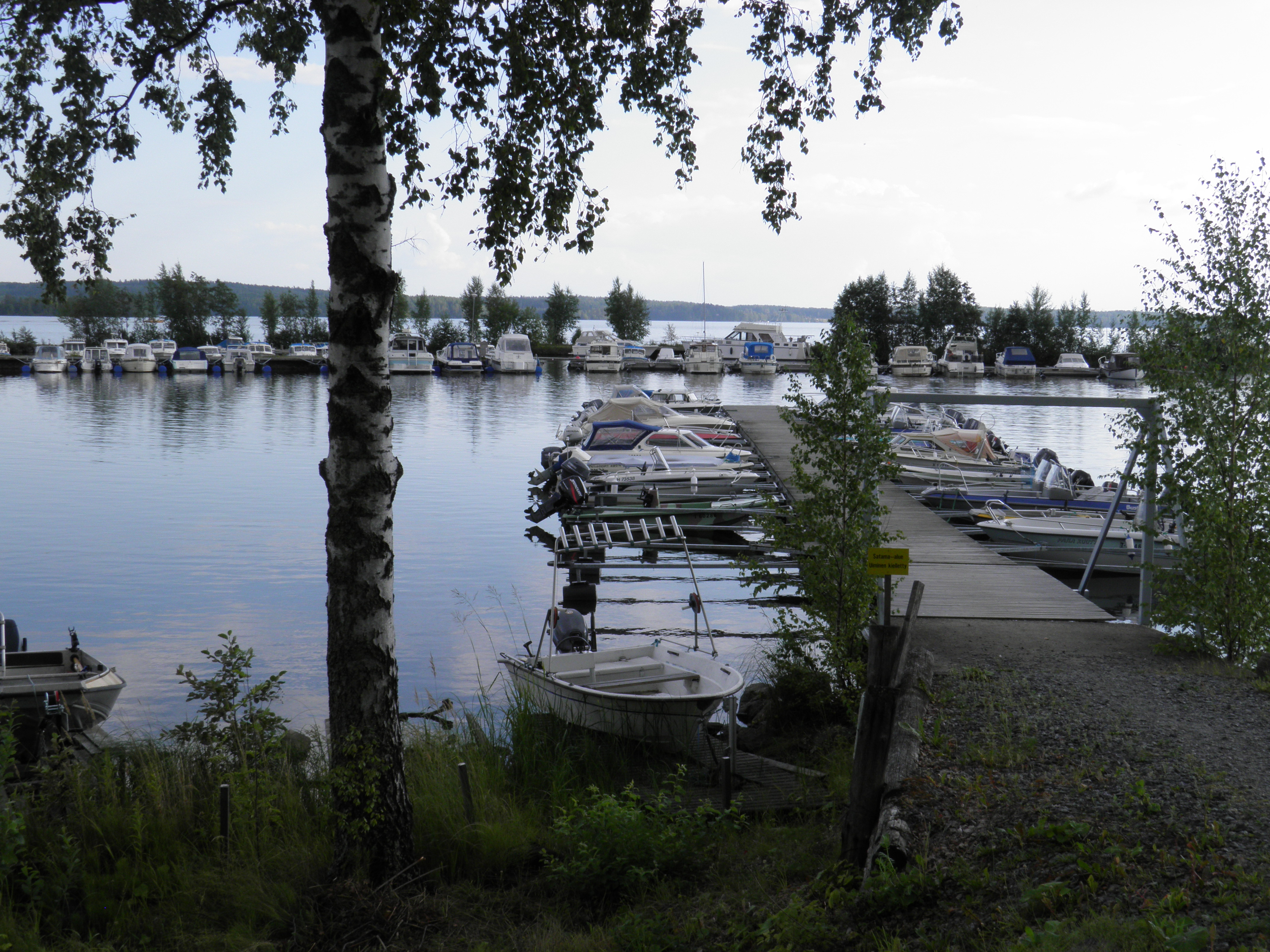
Port de plaisance de Vihola.

### Routiers
La municipalité est traversée par la route nationale 11 (venue de Pori) et la route nationale 12 (venue de Rauma).
La route nationale 11 s'arrête à Tampere et la route nationale 12 continue jusqu'à Kouvola via Lahti.
La route nationale 3 passe également à la limite orientale de Nokia ou elle s'appelle voie périphérique de Tampere.

### Distances
- Tampere 15 km
- Helsinki 180 km
- Hämeenlinna 80 km
- Pori 95 km
- Rauma 125 km
- Sastamala 35 km
- Turku 150 km
- Vaasa 240 km

### Ferroviaires
Le temps de trajet de la gare de Nokia à la gare de Tampere est de 14 minutes en train et de 20 minutes en bus.
Le trajet entre Nokia et Pori prend une heure et 15 minutes en train et une heure et 10 minutes en bus.
Le trajet le plus rapide entre Nokia et Helsinki dure une heure et 49 minutes en train et 2 heures et 45 minutes en bus.

### Aériens
L'aéroport de Tampere-Pirkkala est à un peu moins de quinze kilomètres du centre de Nokia.

## Démographie
Depuis 1964, l'évolution démographique de Nokia est la suivante,:
| Année      | 1964   | 1980   | 1985   | 1990   | 1995   | 2000   | 2005   |
| ---------- | ------ | ------ | ------ | ------ | ------ | ------ | ------ |
| population | 18 455 | 23 644 | 24 325 | 26 063 | 26 287 | 26 905 | 29 147 |

| Année      | 2010   | 2015   | 2020   |
| ---------- | ------ | ------ | ------ |
| population | 31 647 | 33 008 | 34 294 |

## Étymologie
On a prétendu que le mot nois (nokiit au nominatif pluriel, nokia au génitif pluriel) signifiait la fourrure de zibeline, suggérant que Nokia était un site commercial dont les fourrures de zibeline étaient la marchandise la plus précieuse,.
Des recherches récentes, cependant, ont estimé que la zibeline n'aurait pas appartenu à la faune finlandaise, même dans les temps anciens.
Nokia nommerait un castor.
D'autres pensent qu'il nommait à l'origine des animaux à fourrure noire ou foncée, ce qui expliquerait son lien avec le mot suie,,.
Historiquement, la plus ancienne référence écrite au mot Nokia remonte à 1505.

## Histoire

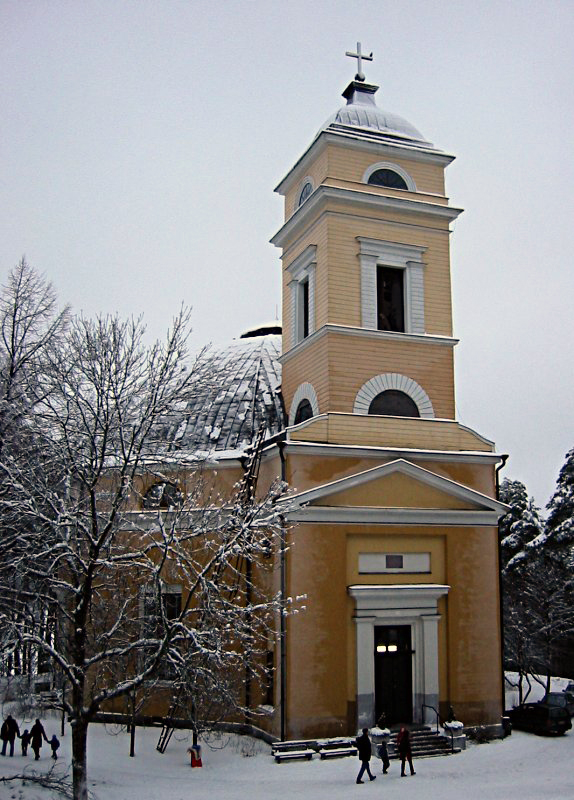
L'église de Nokia de Carl Ludvig Engel.

L'animal se retrouve sur le blason, même s'il a été chassé jusqu'à extinction (on n'y trouve plus aujourd'hui que des martres communes).
Un manoir y est fondé au début du XVIe siècle. En 1596, le manoir royal est pris par les paysans lors de la Guerre des massues (en), la dernière grande révolte paysanne de Finlande.
En 1918, la ville connaît d'importants combats lors de la Guerre civile finlandaise lors de la prise de Tampere par les blancs.
En 1922, la commune, auparavant nommée intégralement Pirkkala, est coupée en deux entre Pirkkala-nord et Pirkkala-sud. Pirkkala-nord devient Nokia en 1938. L'ajout de deux petites municipalités rurales (Suoniemi en 1973 et Tottijärvi en 1976) augmente considérablement sa superficie.

### Histoire industrielle

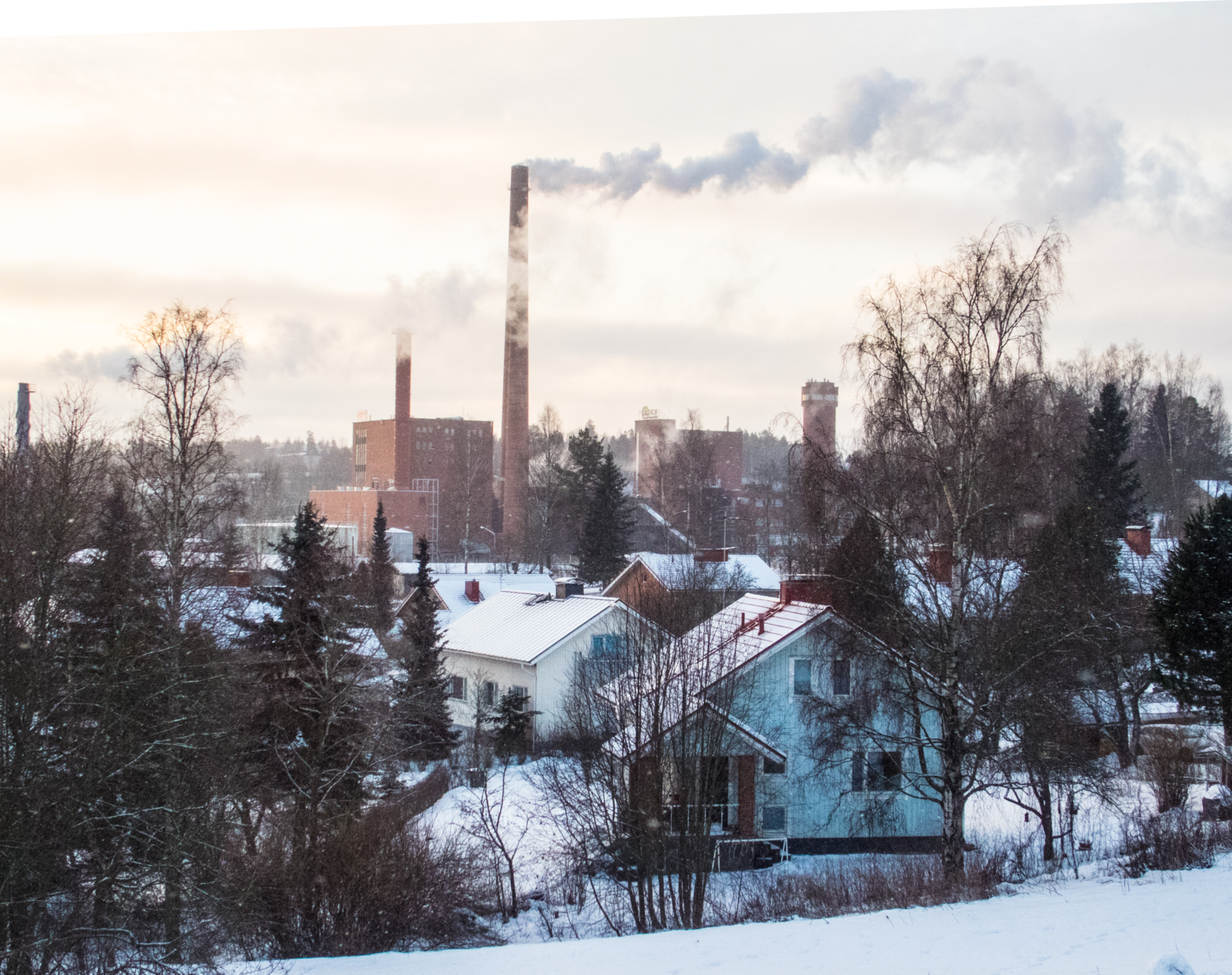
Papeterie de Nokia

La ville s'industrialise dès le milieu du XIXe siècle. Le nom Nokia est un nom connu mondialement car la ville est bien le lieu de naissance du géant des téléphones portables Nokia.
Tout a commencé avec l'ouverture d'une usine de pâte à papier créée en 1865 par Fredrik Idestam. En 1898 est également fondée dans la même ville la Suomen Gummitehdas Osakeyhtiö, Compagnie des caoutchoucs finlandais. Ces deux compagnies ainsi que la fabrique de câbles de Finlande (Suomen kaapelitehdas Oy) fusionnent en 1967 créant ainsi Nokia Corporation, conglomérat très hétéroclite.
À la fin des années 1980, le conglomérat est au bord de la faillite et est scindé en plusieurs compagnies ou vendu à des sociétés étrangères. C'est ainsi que l'activité téléphonie mobile, alors embryonnaire et issue de la division câbles et réseaux, est devenu le numéro 1 mondial dans son domaine (Nokia n'a cependant plus aucune opération dans la ville de Nokia). La division caoutchouc survit dans la société Nokian Renkaat (pneus Nokia, ayant son siège social dans la ville de Nokia), et la division papier a été cédée à la multinationale américaine Georgia-Pacific.

## Politique et administration

### Conseil municipal
Les sièges des 43 conseillers municipaux de Nokia sont répartis comme suit:
| Parti                            | Parti                              | Sièges 2021–2025 |
| -------------------------------- | ---------------------------------- | ---------------- |
|                                  | Parti social-démocrate de Finlande | 9                |
|                                  | Parti de la Coalition nationale    | 10               |
|                                  | Alliance de gauche                 | 7                |
|                                  | Vrais Finlandais                   | 8                |
|                                  | Ligue verte                        | 6                |
|                                  | Chrétiens-démocrates               | 1                |
|                                  | Parti du centre                    | 2                |
|                                  | autres                             | 0                |
| Sources : tulospalvelu.vaalit.fi |                                    |                  |

## Économie

### Emploi

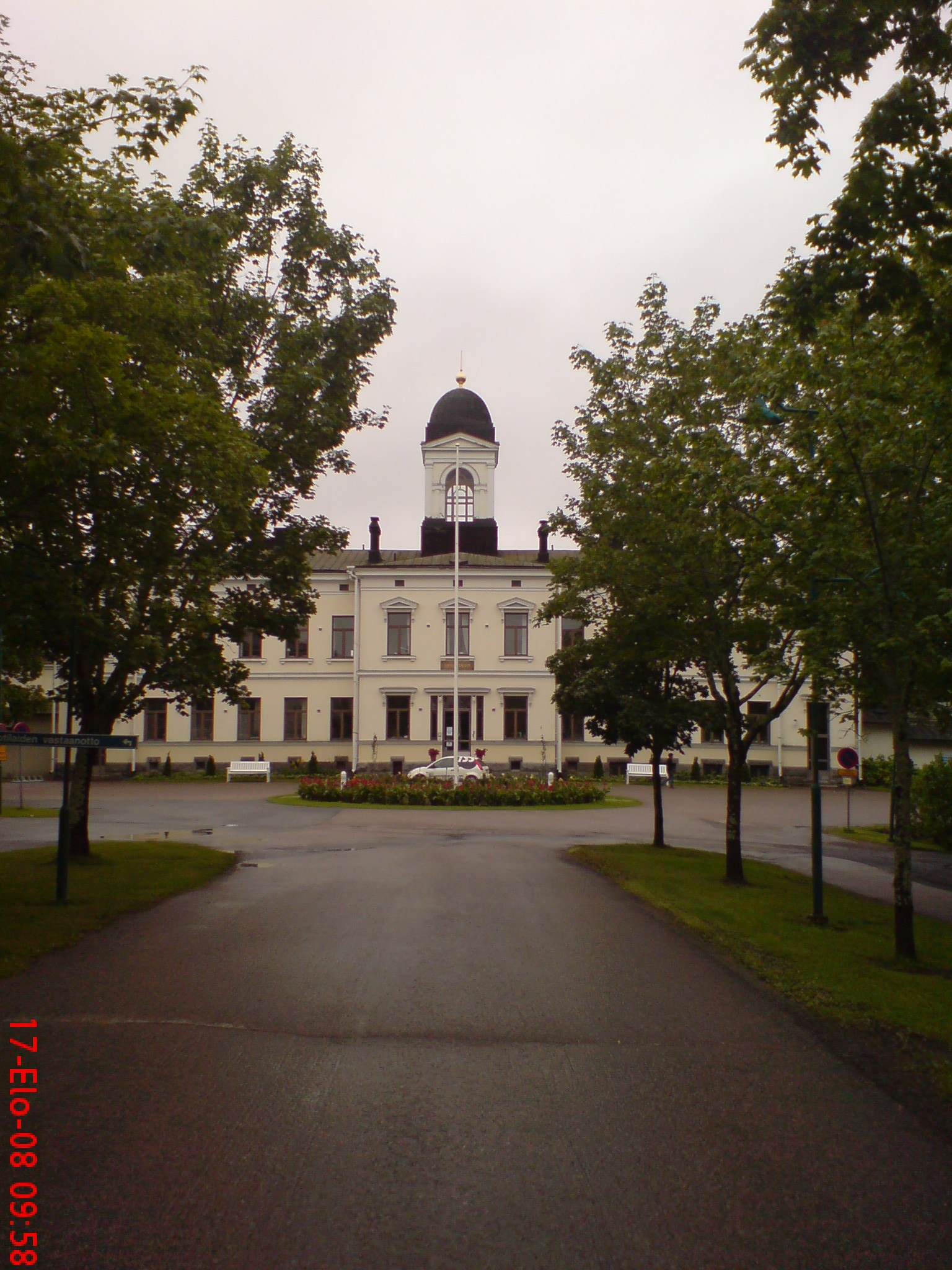
Hôpital de Pitkäniemi.

En 2019, la population active de Nokia est de 15 922 personnes et le taux de chômage s'élève à 7,7%.
Les principaux employeurs de la municipalité sont:
| Employeur                        | Emplois |
| -------------------------------- | ------- |
| Ville de Nokia                   | 2 058   |
| PSHP - Hôpital de Pitkäniemi     | 875     |
| Agco Power Oy                    | 760     |
| Nokian Renkaat Oyj               | 878     |
| Nokian Raskaat Renkaat Oy        | 252     |
| Purso Oy                         | 232     |
| Patria Aviation Oy               | 200     |
| Essity Finland Oy                | 200     |
| S-Ryhmä - Pirkanmaan Osuuskauppa | 183     |
| Rengaslinja Oy                   | 104     |

## Éducation

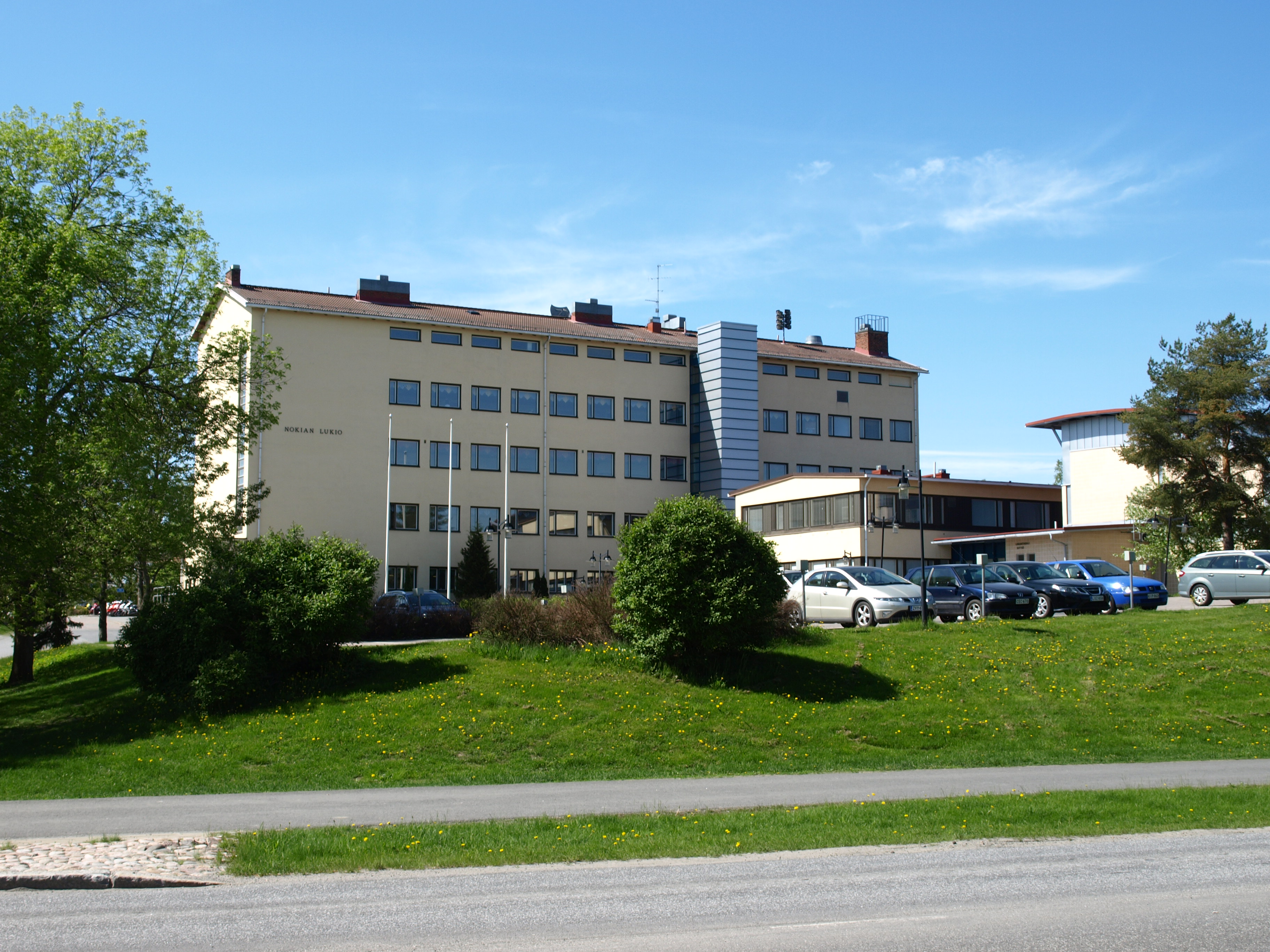
Lycée de Nokia.

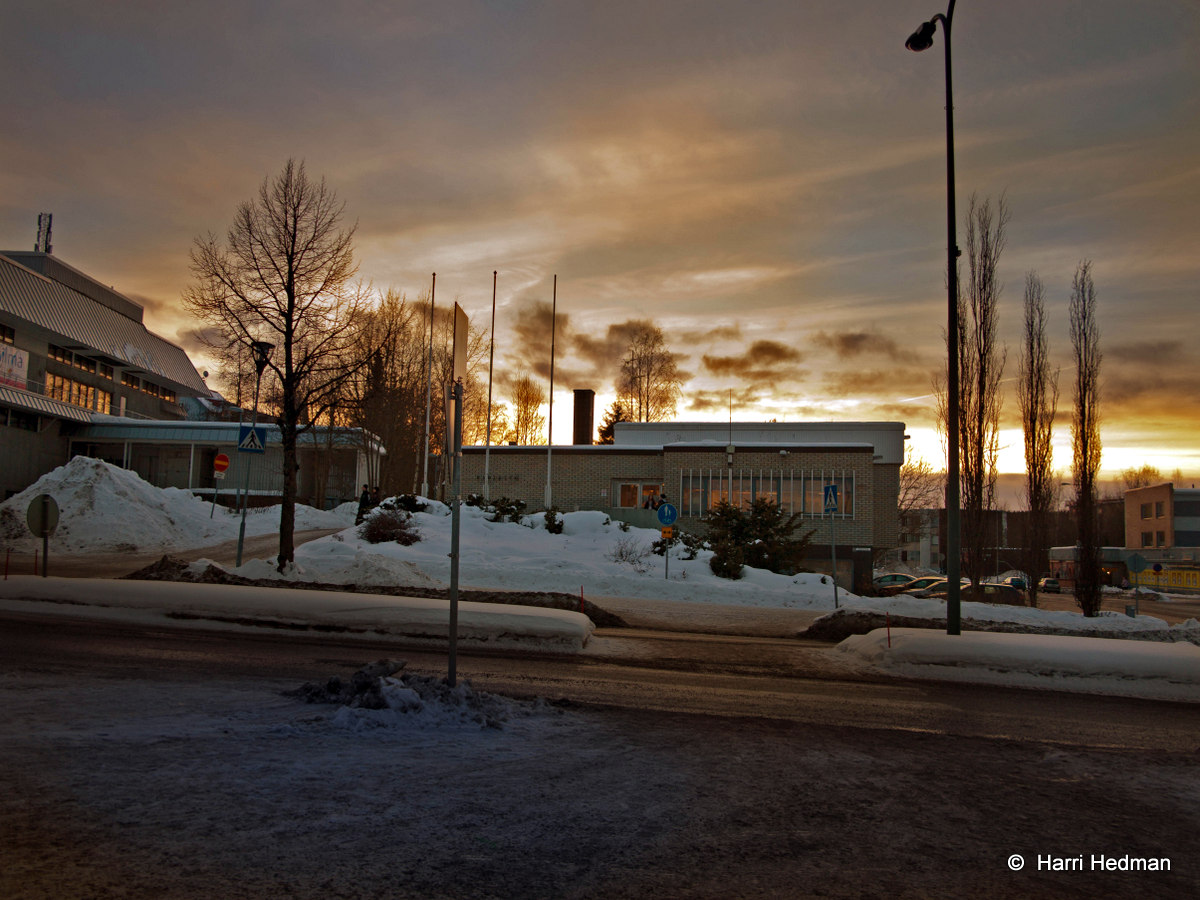
Bibliothèque municipale de Nokia.

### Enseignement primaire et secondaire
À l'automne 2018, 447 enfants ont commencé l'école primaire.
Nokia compte 8 écoles primaires (avec 2 375 élèves), 2 lycées (avec 1 026 élèves), 1 lycée avec 329 élèves.

### Autres établissements d'enseignement
Le centre de formation Pirkka accueille 22 731 apprenants.
Nokia abrite aussi un établissement de l'Institut professionnel de Kiipula.

## Jumelages
En 2020, la ville de Nokia est jumelée avec :

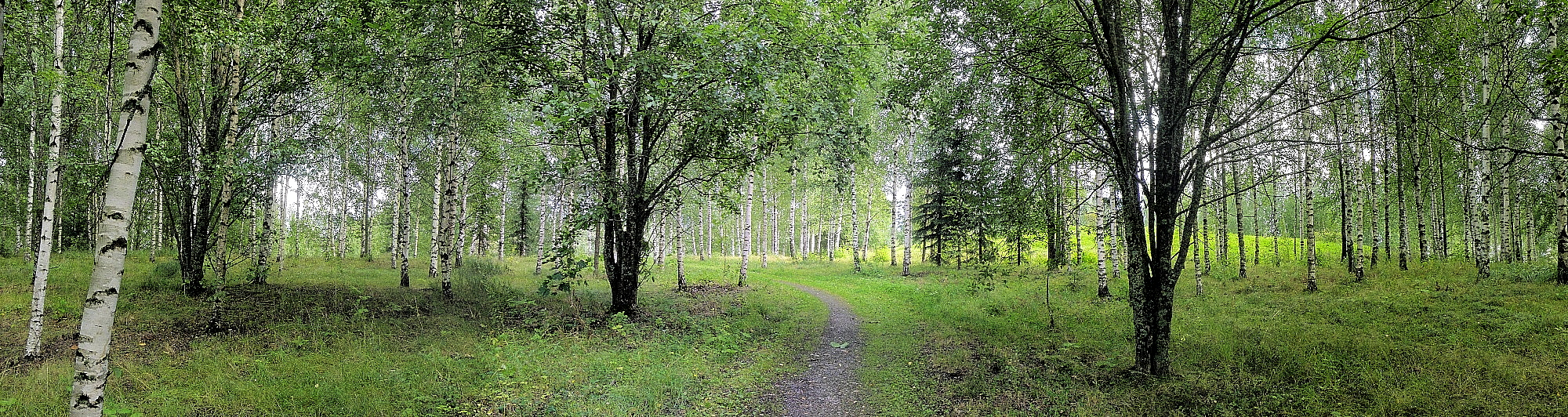
Parc à Vilhola.

| Ville | Ville    | Pays | Pays     | Période     |
| ----- | -------- | ---- | -------- | ----------- |
|       | Blönduós |      | Islande  |             |
|       | Horsens  |      | Danemark |             |
|       | Karlstad |      | Suède    |             |
|       | Moss     |      | Norvège  |             |
|       | Orel     |      | Russie   | depuis 1967 |

## Personnalités
- Jorma Aalto,
- Hannu Aho,
- Markku Aro,
- Marko Asell,
- Jussi Halme,
- Suvi Helin,
- Herkku Hernesniemi,
- Henri Hirvikoski,
- Ari Hjelm,
- Seppo Hovinen,
- Jyrki K. Ihalainen,
- Martti Joenpolvi,
- Markku Koivisto,
- Ville Liimatainen,
- Tomi Markkola,
- Esko Mikkola,
- Jari Niemi,
- Reino Ojala,
- Antti Ojanperä,
- Kari Peitsamo,
- Ossi Pellinen,
- Jarkko Pyymäki,
- Markku Rahikkala,
- Roope Raisamo,
- Osmo Rauhala,
- Tapio Rautavaara,
- Elsa Rautee,
- Pasi Riihelä,
- Anssi Salmela,
- Sami Sandell,
- Ossi Somma,
- Elsa Tervo,
- Janne Tulkki,
- Sanni Utriainen.

## Galerie

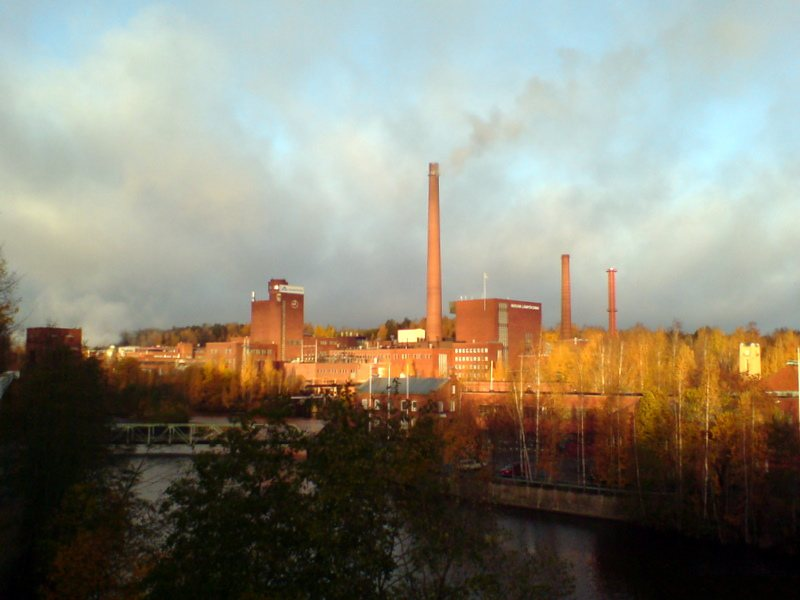
Centrale hydroélectrique de Nokia.
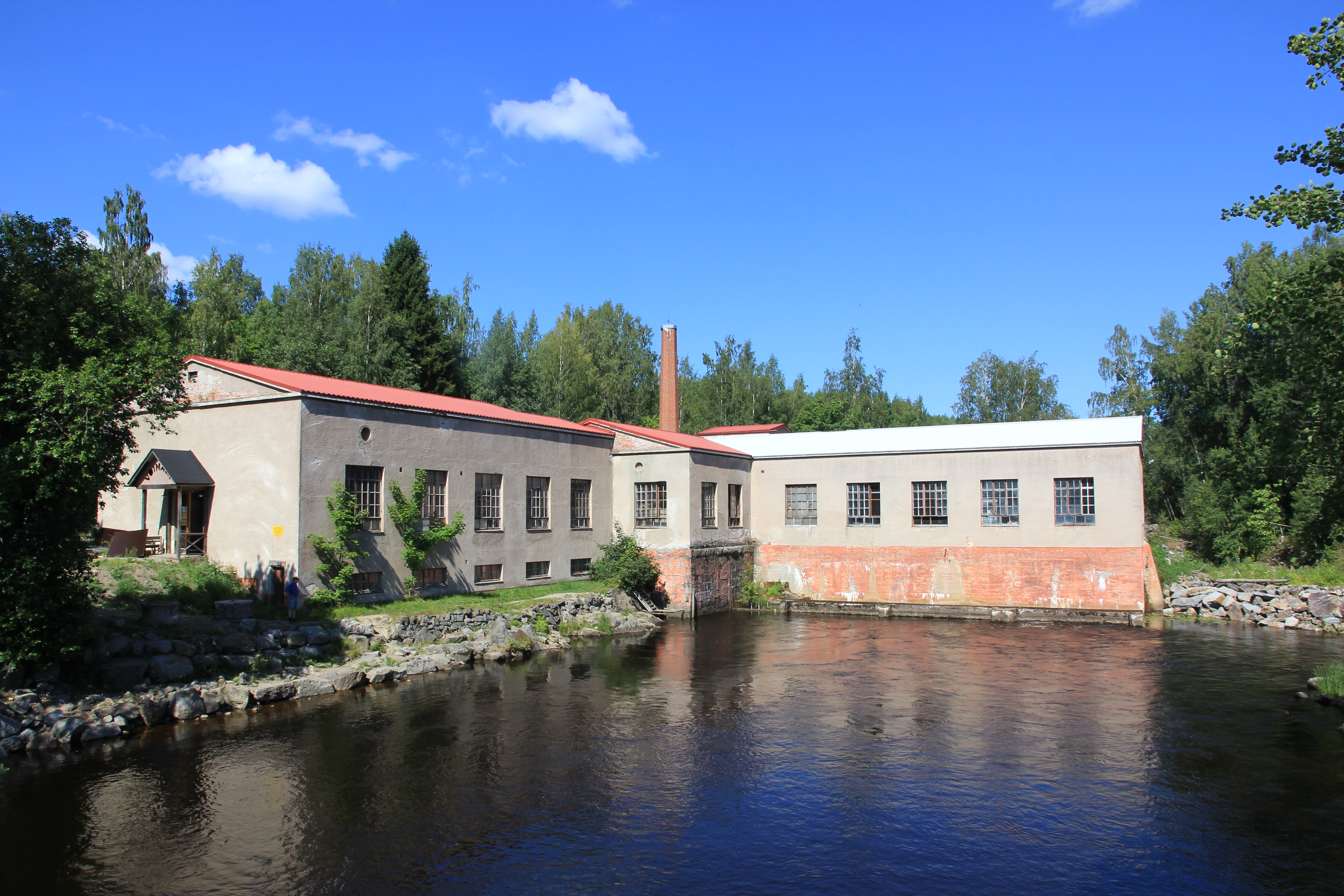
Centrale hydroélectrique de Siuronkoski.
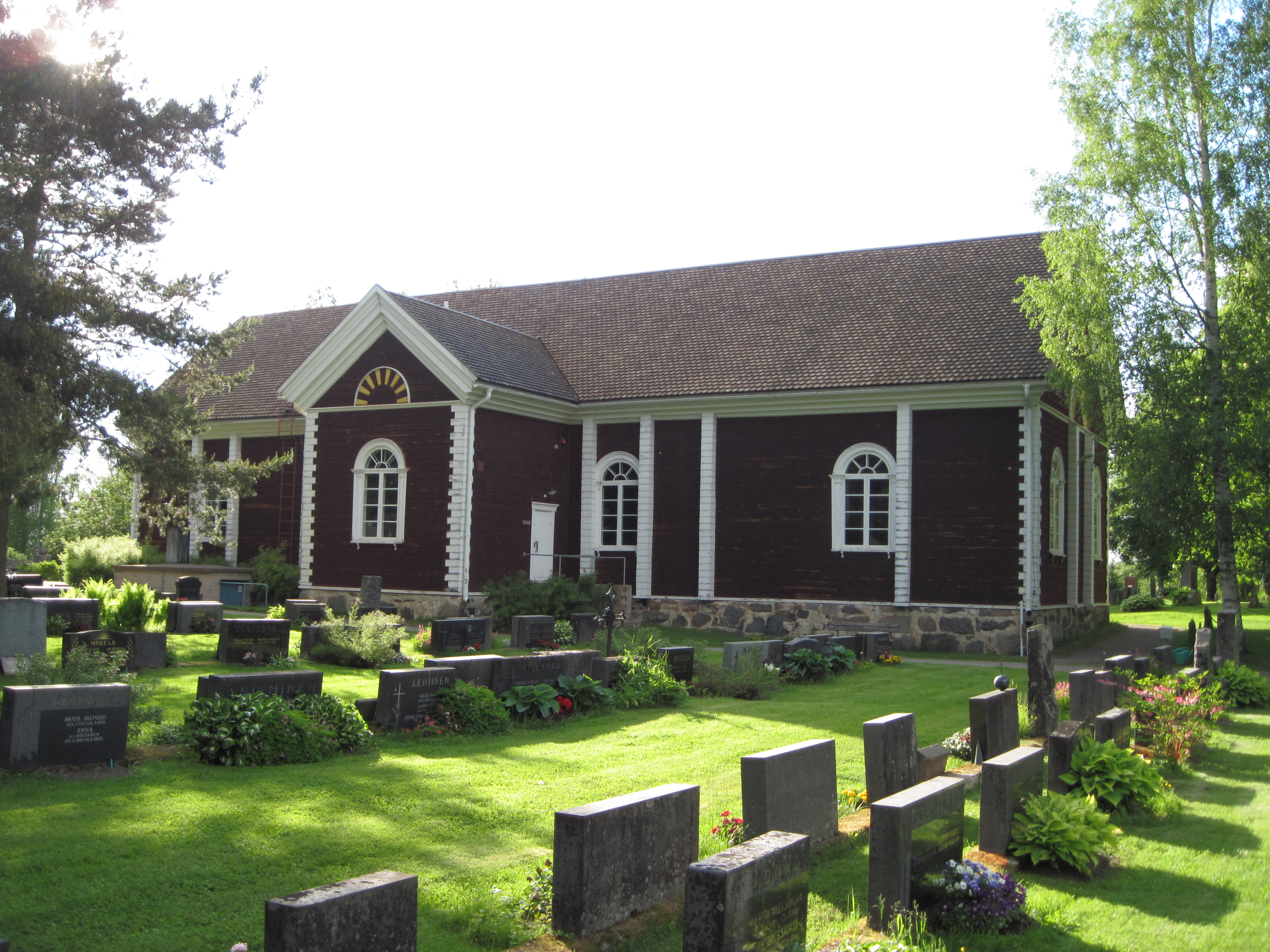
Église de Tottijärvi
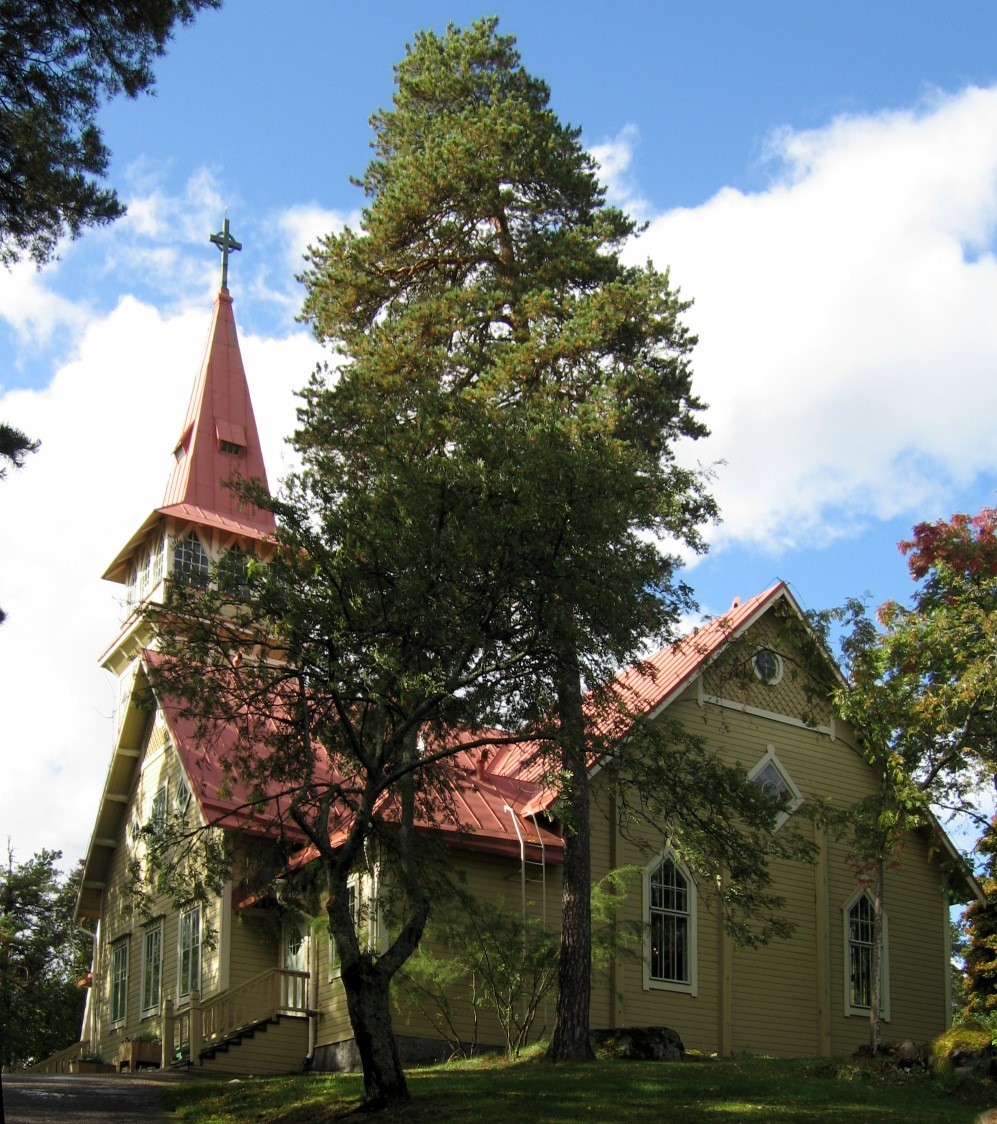
Église de Siuro